# Grupp F vid damernas turnering i fotboll vid olympiska sommarspelen 2016
Grupp F i damernas turnering i fotboll vid olympiska sommarspelen 2016 spelades mellan den 3 och 9 augusti 2016 i sex matcher där alla mötte varandra en gång. De två främsta i gruppen avancerade till utslagsspelet, medan trean hade möjlighet att avancera som en av de två bästa treorna. 

## Tabell
| Nr | Lag        | S | V | O | F | GM | IM | MS  | P |
| -- | ---------- | - | - | - | - | -- | -- | --- | - |
| 1  | Kanada     | 3 | 3 | 0 | 0 | 7  | 2  | +5  | 9 |
| 2  | Tyskland   | 3 | 1 | 1 | 1 | 9  | 5  | +4  | 4 |
| 3  | Australien | 3 | 1 | 1 | 1 | 8  | 5  | +3  | 4 |
| 4  | Zimbabwe   | 3 | 0 | 0 | 3 | 3  | 15 | −12 | 0 |

## Matcher

### Kanada mot Australien
| 2 | 3 augusti 2016 15:00 UTC−3 | Arena Corinthians000 São Paulo000 |

| Kanada | Kanada                                  | 2 – 0           | Australien | Australien |
| Kanada | Janine Beckie 1′ Christine Sinclair 80′ | (1 – 0) Rapport |            | Australien |
|        |                                         |                 |            |            |

|  |  |  |

| Domare: Stéphanie Frappart (Frankrike) | Publik: 20 521 |  |

### Zimbabwe mot Tyskland
| 4 | 3 augusti 2016 18:00 UTC−3 | Arena Corinthians000 São Paulo000 |

| Zimbabwe | Zimbabwe              | 1 – 6           | Tyskland | Tyskland |
| Zimbabwe | Kudakwashe Basopo 50′ | (0 – 2) Rapport | 22′ Sara Däbritz 36′ Alexandra Popp 53′, 78′ Melanie Behringer 83′ Melanie Leupolz 90′ (sjm.) Eunice Chibanda | Tyskland |
|          |                       |                 | |          |

|  |  |  |

| Domare: Rita Gani (Malaysia) | Publik: 20 521 |  |

### Kanada mot Zimbabwe
| 7 | 6 augusti 2016 15:00 UTC−3 | Arena Corinthians000 São Paulo000 |

| Kanada | Kanada                                              | 3 – 1           | Zimbabwe           | Zimbabwe |
| Kanada | Janine Beckie 7′, 35′ Christine Sinclair 19′ (str.) | (3 – 0) Rapport | 86′ Mavis Chirandu | Zimbabwe |
|        |                                                     |                 |                    |          |

|  |  |  |

| Domare: Olga Miranda (Paraguay) | Publik: 30 295 |  |

### Tyskland mot Australien
| 9 | 6 augusti 2016 18:00 UTC−3 | Arena Corinthians000 São Paulo000 |

| Tyskland | Tyskland                                | 2 – 2           | Australien                         | Australien |
| Tyskland | Sara Däbritz 45+2′ Saskia Bartusiak 88′ | (1 – 2) Rapport | 6′ Samantha Kerr 45′ Caitlin Foord | Australien |
|          |                                         |                 |                                    |            |

|  |  |  |

| Domare: Anna-Marie Keighley (Nya Zeeland) | Publik: 37 475 |  |

### Tyskland mot Kanada
| 18 | 9 augusti 2016 16:00 UTC−3 | Estádio Nacional Mané Garrincha000 Brasilia000 |

| Tyskland | Tyskland                     | 1 – 2           | Kanada                    | Kanada |
| Tyskland | Melanie Behringer 13′ (str.) | (1 – 1) Rapport | 26′, 60′ Melissa Tancredi | Kanada |
|          |                              |                 |                           |        |

|  |  |  |

| Domare: Ri Hyang-ok (Nordkorea) | Publik: 8 227 |  |

### Australien mot Zimbabwe
| 17 | 9 augusti 2016 16:00 UTC−3 | Arena Fonte Nova000 Salvador000 |

| Australien | Australien                                                                                         | 6 – 1           | Zimbabwe               | Zimbabwe |
| Australien | Lisa De Vanna 2′ Clare Polkinghorne 15′ Alanna Kennedy 37′ Kyah Simon 50′ Michelle Heyman 55′, 66′ | (3 – 0) Rapport | 90+1′ Emmaculate Msipa | Zimbabwe |
|            | |                 |                        |          |

|  |  |  |

| Domare: Esther Staubli (Nya Zeeland) | Publik: 5 115 |  |